# Liste der Nummer-eins-Hits in Japan (1983)
Die Liste der japanischen Nummer-eins-Hits enthält die Daten vom 1. Januar bis zum 31. Dezember 1983. Die letzte Woche im Jahr fällt mit der ersten Woche des neuen Jahres zusammen. Angegeben sind die Verkaufszahlen der jeweiligen Nummer eins in ihrer Woche. Alle Angaben basieren auf den offiziellen japanischen Charts von Oricon.

## Singles
| ← 1982 ← | Liste der Nummer-eins-Hits in Japan | Liste der Nummer-eins-Hits in Japan | Liste der Nummer-eins-Hits in Japan                                   | 1984 →                    |
| \| Zeitraum \| Wo. ges. \| Interpret \| Titel Autor(en) \| Zusätzliche Informationen \| \| (Zeitraum, Wochen auf Platz eins, Interpret, Titel, Autor[en], zusätzliche Informationen) \| \| \| \| \| \| ----------------------------------------------------------------------------------------- \| -------- \| ------------------ \| --------------------------------------------------------------------- \| ------------------------- \| \| 20. Dezember 1982 – 9. Januar 1983 3 Wochen \| 3 \| Hiroshi & Kibo \| 3 Nenme no Uwaki \| – \| \| 10. Januar 1983 – 30. Januar 1983 3 Wochen (insgesamt 6) \| 6 \| Akina Nakamori \| Second Love \| – \| \| 31. Januar 1983 – 13. Februar 1983 2 Wochen \| 2 \| Masahiko Kondō \| Midnight Station \| – \| \| 14. Februar 1983 – 27. Februar 1983 2 Wochen \| 2 \| Seiko Matsuda \| Himitsu no Hanazono \| – \| \| 28. Februar 1983 – 6. März 1983 1 Woche \| 1 \| Toshihiko Tahara \| Pierrot \| – \| \| 7. März 1983 – 17. April 1983 6 Wochen \| 6 \| Akina Nakamori \| 1/2 no Shinwa \| – \| \| 18. April 1983 – 8. Mai 1983 3 Wochen \| 3 \| Takashi Hosokawa \| Yagiri no Watashi \| – \| \| 9. Mai 1983 – 15. Mai 1983 1 Woche \| 1 \| Masahiko Kondō \| Manatsu no Ichibyo \| – \| \| 16. Mai 1983 – 22. Mai 1983 1 Woche \| 1 \| Seiko Matsuda \| Tengoku no Kiss \| – \| \| 23. Mai 1983 – 29. Mai 1983 1 Woche \| 1 \| Rats & Star \| Megumi no Hito \| – \| \| 30. Mai 1983 – 5. Juni 1983 1 Woche \| 1 \| Toshihiko Tahara \| Shower na Kibun \| – \| \| 6. Juni 1983 – 24. Juli 1983 7 Wochen \| 7 \| Hiroko Yakushimaru \| Tantei Monogatari / Sukoshi Dake Yasashiku \| – \| \| 25. Juli 1983 – 14. August 1983 3 Wochen \| 3 \| Masahiko Kondō \| Tameiki Rockabilly \| – \| \| 15. August 1983 – 21. August 1983 1 Woche (insgesamt 2) \| 2 \| Seiko Matsuda \| Glass no Ringo / Sweet Memories \| – \| \| 22. August 1983 – 4. September 1983 2 Wochen \| 2 \| Toshihiko Tahara \| Saraba... Natsu \| – \| \| 5. September 1983 – 18. September 1983 2 Wochen \| 2 \| Irene Cara \| Flashdance … What a Feeling Giorgio Moroder, Keith Forsey, Irene Cara \| – \| \| 19. September 1983 – 25. September 1983 1 Woche \| 1 \| Akina Nakamori \| Kinku \| – \| \| 26. September 1983 – 30. Oktober 1983 5 Wochen \| 5 \| Anri \| Cat’s Eye \| – \| \| 31. Oktober 1983 – 6. November 1983 1 Woche (insgesamt 2) \| 2 \| Seiko Matsuda \| Glass no Ringo / Sweet Memories \| – \| \| 7. November 1983 – 13. November 1983 1 Woche (insgesamt 2) \| 2 \| Seiko Matsuda \| Hitomi wa Diamond / Aoi Photograph \| – \| \| 14. November 1983 – 20. November 1983 1 Woche \| 1 \| Masahiko Kondō \| Royal Straight Flash \| – \| \| 21. November 1983 – 27. November 1983 1 Woche (insgesamt 2) \| 2 \| Seiko Matsuda \| Hitomi wa Diamond / Aoi Photograph \| – \| \| 28. November 1983 – 18. Dezember 1983 3 Wochen \| 3 \| Toshihiko Tahara \| Loving \| – \| \| 19. Dezember 1983 – 1. Januar 1984 2 Wochen \| 2 \| Ouyang Fei Fei \| Love Is Over \| – \| |                                     |                                     |                                                                       |                           |
| ← 1982 |                                     |                                     |                                                                       | → 1984 →                  |
| Zeitraum | Wo. ges.                            | Interpret                           | Titel Autor(en)                                                       | Zusätzliche Informationen |
| (Zeitraum, Wochen auf Platz eins, Interpret, Titel, Autor[en], zusätzliche Informationen) |                                     |                                     |                                                                       |                           |
| 20. Dezember 1982 – 9. Januar 1983 3 Wochen | 3                                   | Hiroshi & Kibo                      | 3 Nenme no Uwaki                                                      | –                         |
| 10. Januar 1983 – 30. Januar 1983 3 Wochen (insgesamt 6) | 6                                   | Akina Nakamori                      | Second Love                                                           | –                         |
| 31. Januar 1983 – 13. Februar 1983 2 Wochen | 2                                   | Masahiko Kondō                      | Midnight Station                                                      | –                         |
| 14. Februar 1983 – 27. Februar 1983 2 Wochen | 2                                   | Seiko Matsuda                       | Himitsu no Hanazono                                                   | –                         |
| 28. Februar 1983 – 6. März 1983 1 Woche | 1                                   | Toshihiko Tahara                    | Pierrot                                                               | –                         |
| 7. März 1983 – 17. April 1983 6 Wochen | 6                                   | Akina Nakamori                      | 1/2 no Shinwa                                                         | –                         |
| 18. April 1983 – 8. Mai 1983 3 Wochen | 3                                   | Takashi Hosokawa                    | Yagiri no Watashi                                                     | –                         |
| 9. Mai 1983 – 15. Mai 1983 1 Woche | 1                                   | Masahiko Kondō                      | Manatsu no Ichibyo                                                    | –                         |
| 16. Mai 1983 – 22. Mai 1983 1 Woche | 1                                   | Seiko Matsuda                       | Tengoku no Kiss                                                       | –                         |
| 23. Mai 1983 – 29. Mai 1983 1 Woche | 1                                   | Rats & Star                         | Megumi no Hito                                                        | –                         |
| 30. Mai 1983 – 5. Juni 1983 1 Woche | 1                                   | Toshihiko Tahara                    | Shower na Kibun                                                       | –                         |
| 6. Juni 1983 – 24. Juli 1983 7 Wochen | 7                                   | Hiroko Yakushimaru                  | Tantei Monogatari / Sukoshi Dake Yasashiku                            | –                         |
| 25. Juli 1983 – 14. August 1983 3 Wochen | 3                                   | Masahiko Kondō                      | Tameiki Rockabilly                                                    | –                         |
| 15. August 1983 – 21. August 1983 1 Woche (insgesamt 2) | 2                                   | Seiko Matsuda                       | Glass no Ringo / Sweet Memories                                       | –                         |
| 22. August 1983 – 4. September 1983 2 Wochen | 2                                   | Toshihiko Tahara                    | Saraba... Natsu                                                       | –                         |
| 5. September 1983 – 18. September 1983 2 Wochen | 2                                   | Irene Cara                          | Flashdance … What a Feeling Giorgio Moroder, Keith Forsey, Irene Cara | –                         |
| 19. September 1983 – 25. September 1983 1 Woche | 1                                   | Akina Nakamori                      | Kinku                                                                 | –                         |
| 26. September 1983 – 30. Oktober 1983 5 Wochen | 5                                   | Anri                                | Cat’s Eye                                                             | –                         |
| 31. Oktober 1983 – 6. November 1983 1 Woche (insgesamt 2) | 2                                   | Seiko Matsuda                       | Glass no Ringo / Sweet Memories                                       | –                         |
| 7. November 1983 – 13. November 1983 1 Woche (insgesamt 2) | 2                                   | Seiko Matsuda                       | Hitomi wa Diamond / Aoi Photograph                                    | –                         |
| 14. November 1983 – 20. November 1983 1 Woche | 1                                   | Masahiko Kondō                      | Royal Straight Flash                                                  | –                         |
| 21. November 1983 – 27. November 1983 1 Woche (insgesamt 2) | 2                                   | Seiko Matsuda                       | Hitomi wa Diamond / Aoi Photograph                                    | –                         |
| 28. November 1983 – 18. Dezember 1983 3 Wochen | 3                                   | Toshihiko Tahara                    | Loving                                                                | –                         |
| 19. Dezember 1983 – 1. Januar 1984 2 Wochen | 2                                   | Ouyang Fei Fei                      | Love Is Over                                                          | –                         |